# Aktion Gitter
Aktion Gitter (česky Operace Mříže či Akce Mříže) je používaný název pro zatýkací operaci gestapa provedenou krátce po okupaci Čech a Moravy 15. března 1939. Zatýkáni při ní byli levicově smýšlející lidé, židé a němečtí emigranti usazení v Čechách a na Moravě. Zatčen byl například i novinář Ferdinand Peroutka.

## Název akce
Tradiční označení hromadného zatýkání na počátku okupace jako "Akce Mříže/Aktion Gitter" je některými historiky zpochybňováno, neboť se nevyskytuje v žádném dobovém dokumentu. Vzniklo zřejmě až po válce a jeho původ je nejasný. Při konfrontaci se zahraniční (především německou) literaturou pak dochází ke zmatení, protože jako akce Gitter (či Gewitter) je primárně označováno hromadné zatýkání komunistů po nezdařeném atentátu na Hitlera v roce 1944 (v české literatuře někdy označováno jako Gitter II, rovněž bez opory v pramenech).

## Přípravy na operaci
Přípravy na operaci zahájily německé bezpečnostní složky (především gestapo a Sicherheitsdienst) již v létě 1938. Byla vytvářena tzv. kartotéka M, do níž byly zapisováni němečtí exulanti usazení v Československu. Informace byly získávány od agentů, které německé bezpečnostní složky nasadily mezi německé uprchlíky, často také od sudetských Němců, kteří spolupracovali s některou z říšských tajných služeb (například Oskar Schindler). Díky těmto informacím bylo po obsazení Sudet zadrženo v tomto prostoru 1000 německých uprchlíků, kteří skončili buď v koncentračních táborech, byli odsunuti zpět do říše či byli dáni pod policejní dohled.
Dalším zdrojem informací byly písemnosti českých centrálních orgánů a policejních ředitelství s údaji o politických protivnících. Tyto kartotéky nebyly většinou zničeny, ale byly předány německým orgánům krátce po okupaci. Jako seznamy levicových odpůrců posloužily také kandidátní listiny z prvorepublikových voleb.

## Průběh operace
Samotná operace byla zahájena již 15. března 1939 v odpoledních hodinách, Otto Emil Rasch, velitel jedné z operačních skupin požadoval spolupráci po české policii. Spolupráce byla vyžadována i po vedení okresních úřadů. Zatýkány byly především levicově smýšlející osoby (komunisté, sociální demokraté a národní socialisté či anarchisté, tedy osoby tzv. podezřelé z komunistické činnosti), o kterých se předpokládalo, že by se mohly stát hybnou silou odporu proti německé přítomnosti. Dále byli zatýkáni Židé a němečtí exulanti. Zatýkání prováděly tzv. operační skupiny, rozmístěné po celém území Čech a Moravy, ve spolupráci s českou policií. V několika případech zahájili zatýkání komunistů iniciativně sami čeští policisté. Oficiální datum ukončení operace není známo, avšak většina badatelů za něj pokládá květen 1939 (respektive později zatčení již nejsou přičítáni na vrub akce Gitter).

## Počty zatčených
Celkově bylo v celém protektorátu během prvních dvou dnů zatčeno 5800–6400 osob, přičemž v Čechách se jednalo o 4376 osob a na Moravě o 1500–2000 osob. 1500 osob z řad zatčených bylo odesláno do koncentračních táborů (především do KT Buchenwald), většina zatčených byla sice postupně propuštěna, jejich jména byla ale zařazena do tzv. kartotéky A (podrobněji viz Akce Albrecht I.). Uvězněno bylo např. 927 komunistů či 150 německých exulantů. V Praze bylo v rámci operace např. zatčeno 2490 osob, v Plzni 480, v Kolíně přes 680 osob, 405 v Pardubicích.